# Symmetrics (equip ciclista)
El Symmetrics Cycling Team, (codi UCI: SYM) va ser un equip ciclista professional canadenc de categoria Continental que competí de 2005 a 2008.

## Principals victòries
- Volta a Cuba: Svein Tuft (2007)
- Tour de Beauce: Svein Tuft (2008)

### Grans Voltes
- Tour de França
  - 0 participacions

- Giro d'Itàlia
  - 0 participacions

- Volta a Espanya
  - 0 participacions

## Classificacions UCI
L'equip participa en les proves dels circuits continentals i principalment en les curses del calendari de l'UCI Amèrica Tour. Aquesta taula presenta les classificacions de l'equip als circuits, així com el seu millor corredor en la classificació individual.
UCI Amèrica Tour
| Temporada | Classificació per equips | Millor ciclista en la classificació individual |
| --------- | ------------------------ | ---------------------------------------------- |
| 2005      | 3r                       | Eric Wohlberg (15è)                            |
| 2006      | 6è                       | Svein Tuft (44è)                               |
| 2007      | 1r                       | Svein Tuft (1r)                                |
| 2008      | 2n                       | Svein Tuft (2n)                                |

UCI Àsia Tour
| Temporada | Classificació per equips | Millor ciclista en la classificació individual |
| --------- | ------------------------ | ---------------------------------------------- |
| 2006      | 29è                      | Jacob Erker (128è)                             |

UCI Europa Tour
| Temporada | Classificació per equips | Millor ciclista en la classificació individual |
| --------- | ------------------------ | ---------------------------------------------- |
| 2007      | 129è                     | Christian Meier (1108è)                        |

UCI Oceania Tour
| Temporada | Classificació per equips | Millor ciclista en la classificació individual |
| --------- | ------------------------ | ---------------------------------------------- |
| 2006      | 32è                      | Eric Wohlberg (102è)                           |
| 2008      | 15è                      | Eric Wohlberg (44è)                            |